# Црна кафа (драма)
Црна кафа је драма британске књижевнице Агате Кристи (1890–1976) која је првобитно настала 1930. Дело је први комад који је Кристи написала за сцену, што је покренуло успешну и другу каријеру ње као драмског писца. У представи, научник открива да је неко у његовом домаћинству украо формулу за експлозив. Научник позива Херкула Поароа да истражи, али бива убијен баш када је Поаро стигао са Хејстингсом и инспектором Џепом.
Представа је адаптирана као филм 1931. године. Године 1998, 22 године након Кристијеве смрти, поново је објављен у Уједињеном Краљевству и Сједињеним Државама у форми романа. Новелизацију је предузео писац рођен у Аустралији и критичар класичне музике Чарлс Озборн, уз подршку наследника Кристи.

## Писање и продукција
Агата Кристи је почела да пише Црну кафу 1929. године, осећајући се разочарано портретом Херкула Поароа у прошлогодишњем комаду Алиби, а подједнако незадовољна адаптацијама филмова њене кратке приче Долазак господина Квина и њеног романа Тајни противник као The Passing of Mr. Quin и Тајни непријатељ. Према предговору актуелног ХарперКолинсовог издања Црне кафе у романсираној форми, завршила је писање драме крајем 1929.
Кристи помиње Црну кафу у својој Аутобиографији, описујући је као "конвенционални шпијунски трилер... пун клишеа, мислим да није био нимало лош". Ипак, њени књижевни агенти су јој саветовали да потпуно заборави представу и била је вољна да то учини све док пријатељ повезан са позориштем није предложио да би можда вредело продуцирати.
Аутобографија тврди да је дебитантско извођење Црне кафе одржано у Евримен театру у Хамстеду. Међутим, не постоје записи о таквој инсценацији и она га је несумњиво мешала са правом уводном представом у Театру Амбасаде (сада лондонска Централна школа говора и драме) 8. децембра 1930. Представа је у том позоришту трајала само до 20. децембра. Дати,а 9. априла 1931. поново је приказана у Театру Сент Мартин (касније је био други дом Кристијевог најтрајнијег сценског дела Мишоловка, где је трајао до 1. маја пре него што је 4. маја пребачен у позориште Вимблдон. Затим је 11. маја извођење пренето у Мало позориште, где је коначно завршено приказивање 13. јуна 1931.
Поароа је у почетку играо глумац Френсис Л. Саливан који је постао добар пријатељ аутора. Одобравала је његов портрет упркос чињеници да је физички био превисок за отмјеног малог белгијског детектива. Такође у премијерној глумачкој постави је био (сер) Доналд Волфит, који је играо др Карелија. Волфит ће постати познат у Енглеској као глумац-менаџер, највише упамћен по својим живописним интерпретацијама Шекспирових улога и других великих класичних делова. Џон Боксер је играо капетана Хејстингса и Ричарда Фишера, инспектора Џепа.
За разлику од већине других Кристијевих представа, Црна кафа није играна на њујоршкој сцени.

## Радња
Научник сер Клауд Ејмори развија формулу за нову врсту атомског експлозива. Он открива да је формула украдена из његовог сефа и назове Херкула Поароа тражећи његову помоћ. Док чека Поароа да стигне, Ејмори окупља чланове свог домаћинства: своју сестру Керолајн, нећакињу Барбару, сина Ричарда, Ричардову жену Лусију, Италијану, секретара Едварда Рејнора и Луцијиног старог пријатеља др Карелија. Док Лусија служи црну кафу, Ејмори их закључава у кућу и нуди договор: после једног минута светло ће се угасити. Ко је украо коверту са папирима нека је стави на сто, након чега се неће постављати питања. Ако папири не буду тамо, Ејмори ће гонити и кривично гонити лопова.
Након повратка светла, сви су пријатно изненађени када виде коверту на столу. Поаро стиже и Ричард му каже да је ствар решена. Међутим, сер Клод је пронађен мртав у својој столици, а коверта је празна. Лусија моли Поароа да истражи, али је Ричард подсећа да је његов отац коментарисао горак укус кафе коју му је послужила. Поаро претпоставља да је кафа сер Клода била отрована скополамином, што потврђује и породични лекар. Док Поаро почиње да испитује чланове породице, он утврђује да је сер Клод већ био отрован када је све закључао у соби.
Поаро проналази дупликат сефа и нека писма написана сер Клоду у којима му се говори да се клони „детета Селме Гец“. Поаро открива да је ово дете Лусија, чија је мајка Селма Гец била међународна шпијунка. Лусија признаје да ју је Карели уцењивао. Желео је да она украде документа и направио је дупликат кључа за ту сврху. Она тврди да је за себе украла скополамин, намеравајући да изврши самоубиство пре него што Ричард сазна њену тајну. У налету хистерије, она признаје да је убила сер Клода. Ричард тврди да она преузима његову кривицу на њу. Поаро открива да ниједан од њих није крив.
Једном насамо са Хејстингсом и инспектором Џепом, Поаро објашњава да је Лусија бацила дупликат кључа када су се светла угасила. Поаро проналази формулу, поцепану на комаде и сакривену у вази. Поаро шаље Хејстингса и инспектора Џепа на неке послове. Поаро се жали да се осећа гладним због врућине. Рејнор им обоје служи виски. Поаро оптужује Рејнора за крађу и убиство. Рејнор подругљиво прихвата оптужбе, али Поаро има потешкоћа да прича или слуша. Рејнор му каже да је и његов виски отрован. Када се Поаро онесвести, Рејнор узима формулу и враћа је у коверту. Док се окреће да побегне, Хејстингс и Џеп га хапсе. Поаро га изненађује устајући, откривајући да је своју отровну шољу заменио другом уз помоћ Хејстингса. Након што је Рејнор ухапшен, Поаро напушта место, али не пре него што поново споји Ричарда и Лусију.

## Пријем
Тајмс је рецензирао дело у свом издању од 9. децембра 1930, рекавши да „госпођа Кристи управља својом игром са много спретности; ипак постоје тренуци када је то опасно близу застоја. Остатак глумачке екипе је пре услужан него узбудљив."
Обзервер издање од 14. децембра 1930. садржало је рецензију „ХХ“ у којој је он закључио да је „госпођица Агата Кристи компетентан мајстор, а њена представа, која је методично планирана и добро изведена и одиграна, пријатно забавља“.
Гардијан је позитивно рецензирао представу у свом издању од 10. априла 1931.
Два дана касније, Ајвор Браун је рецензирао ову другу продукцију у Обзерверу када је рекао: „Ако сте један од оних играча који су вечно узбуђени због леша у библиотеци и унакрсног испитивања породице, све је у реду. Ако не, не. Чинило ми се да је напредак у откривању прилично тежак, али почињем са мало антипатије према убијеним научницима и њиховим жељеним формулама. Црна кафа би требало да буде снажан стимуланс и моћан непријатељ сна. Сматрам да је наслов оптимистичан."
Тајмс је поново прегледао представу када је отворена у Малом позоришту у свом броју од 13. маја 1931. Овог пута је писало: „Његови лажни мириси су направљени за тријумф свезнајућег белгијског детектива, употпуњени по најбољој традицији са неинтелигентном фолијом; и ако се понекад чини да су произведени са мало превише одлучности и да се оживе када изгледа да су највероватније распршене, можда им је дозвољено јер само успевају да одрже наше саосећање са ојађеном лепотом и наше интересовање за решење проблема. Иако је већи део дијалога узалудан, самозадовољни детектив има привлачан манир."

## Адаптације

### Филм из 1931
Представа је адаптирана у филм, такође под називом Црна кафа, 1931. године, са Остином Тревором у улози Поароа. Филм траје до 78 минута, продуцирао га је Џулијус С. Хаган и 19. августа 1931. године објавио филмски студио Twickenham. Ово је било једно од три појављивања која је Тревор имао као Поароа, након што се такође појавио у филмовима Алиби (1931) и Лорд Едгар умире (1934). Сада се сматра изгубљеним филмом.

### Роман
Као и Неочекивани гост (1999) и Паукова мрежа, сценарио драме је преточио у роман Чарлса Озборна. Новелизација је заштићена ауторским правима 1997. и објављена 1998. године. Kirkus Reviews га је назвао „пријатно услужним“ са „прикладно љубазном“ атмосфером. Publishers Weekly је сматрао да је то „добродошао додатак Кристијевом канону“.